# نباض التوأم

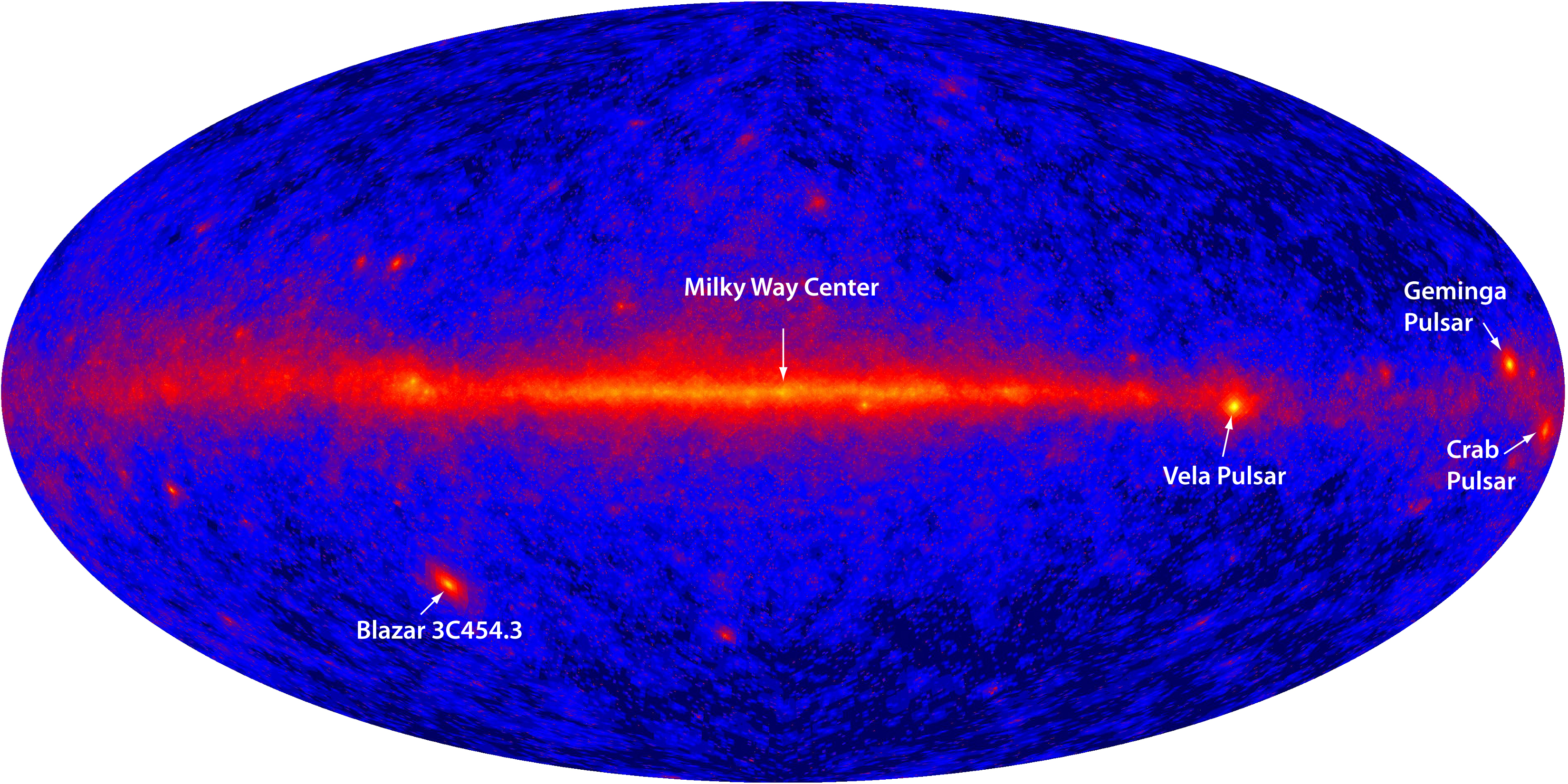
موقع نباض التوام في درب التبانة. كما تبين الصورة أيضا موقع نباض فيلا. صورة عن: NASA/DOE/International LAT Team.

نباض التوأم أو جمينغا (بالإنجليزية:Geminga) هو أحد أقرب النجوم النباضة إلينا، ويرى في كوكبة التوأمان. الاسم جمينغا هي كلمة إنجليزية تركيبية، وتتركب من Gemini أي «التوأم» باللاتينية و GAmma ray أي مصدر أشعة غاما. يبعد نباض جيمينغا عنا نحو 800 سنة ضوئية ويصدر أشعة جاما من ضمن اشعاعات أخرى. إلا أن تعيين المسافة بيننا وبينه قد يكون ليس دقيقا تماما لأسباب فلكية، ولكن العلماء لا زالوا يحاولون تعيين بعده عنا بدقة أكبر.
أي أن الاسم الإنجليزي جمينغا يأتي من وصفه بأنه «مصدر أشعة غاما في كوكبة التوأمين» GEMINi GAmma ray source . اكتشف هذا النباض في عام 1972 بواسطة مقراب القمر الصناعي SAS-2، ويعتبر نباض التوأم ثاني أشد النجوم النباضة سطوعا في ارساله لأشعة جاما، وتبلغ طاقة اشعة جاما الصادرة منه أكثر من 100 مليون إلكترون فولط. وهي اشعة شديدة النغاذية.
واستطاع مرصد روسات الفضائي في عام 1992 تعيين دورة النباض التي يرسل خلالها بأشعته وهي نبضة كل 0,237
ثانية، ولذلك أطلق عليه اسم نباض. ولكن على عكس النجوم النباضة الأخرى مثل نباض فيلا فإن جمينغا لا يصدر أشعة في نطاق الموجات الراديوية. كلا النباضان: الـتوأم وفيلا يبعدان عن الأرض نحو 800 سنة ضوئية، ولكنهما ليسا قريبان من بعضهما، وهما من مكونات مجرتنا - مجرة درب التبانة - التي يبلغ قطرها نحو 100.000 سنة ضوئية.
تشير الأرصاد إلى أن نباض التوأم نشأ قبل نحو 300.000 سنة خلال انفجار مستعر أعظم. ويعتقد بعض العلماء أن انخفاض كثافة الوسط بين نجمي في منطقة المجموعة الشمسية يرجع إلى هذا الانفجار. . تلك الظاهرة يسميها علماء الفلك «بالفقاعة المحلية».

## اقرأ أيضا
- نباض
- نباض فيلا
- انفجار أشعة غاما

## وصلات خارجية
- Spaceflight Now: 'Cannonball pulsar' seen flying across space
- ESA: Hipparcos pinpoints an amazing gamma-ray clock